# Henri Seyssel d'Aix
Henri [de] Seyssel d'Aix (en italien Giuseppe Enrico [di] Seyssel d'Aix), dit comte de Seyssel (Turin, 16 novembre 1775 – Turin, 14 septembre 1843) est un homme politique italien, d'origine savoyarde, des XVIIIe et XIXe siècles, syndic de Turin en 1820, puis en 1832. Il est issu de la famille de Seyssel.

## Biographie

### Origines
Henri Joseph de Seyssel naît à Turin (Piémont), le 16 novembre 1775. Il est le fils de Victor-Amédée (1747-1819), 21e seigneur d'Aix, 9e marquis d'Aix et de Sommariva del Bosco, comte de Châtillon, et de sa seconde épouse, Madeleine-Mathilde Piossasco di Scalenghe,. Il est issu d'une fratrie de cinq enfants, dont Thomas, héritier des titres, fait comte de l'Empire et député du département du Pô au Corps législatif.
En 1808, il épouse Maria Cristina Ferrero della Marmora, fille du marquis Celestino et Raffaella Argentero di Bersezio,. Ils ont deux enfants : Alphonse-Victor (Alfonso Vittorio), comte de Seyssel, et Louis-Célestin (Luigi Celestino), soldat de carrière et participant aux guerres d'indépendance italiennes (dont descendance).

### Carrière
Docteur en droit, il devient membre du Conseil des édiles (1826-1832), puis directeur adjoint de l'administration de la dette publique (1820). Il est désigné, pars deux fois, syndic de Turin, une première fois en 1820 aux côtés de Giuseppe Sobrero, puis une seconde en 1832, avec Ignazio Michelotti.
En 1835, il est nommé commandeur de l'ordre mauricien.
Il a été nommé par Victor-Emmanuel Ier comme directeur de l'Armurerie Royale de Turin.
Henri Seyssel meurt à Turin le 14 septembre 1843.

## Décorations
- Commandeur de l'ordre des Saints-Maurice-et-Lazare